# Спринт (атлетика)
Спринт је брзо трчање на кратке дистанце, у којој је циљ да спортиста пређе стазу најбрже што може, користећи максималну брзину од почетка до краја. 

## Историја спринта
У брзом трчању се се такмичили još стари Грци на Олимпијским играма, на стази дугој један стадиј (192,27 м). Око 1800, спринтерско трчање се среће у Енглеској, где су 1806. забележени први службени резултати, када је извесни Grmley претрчао стазу од 120 јарди за 12 секунди. На атлетском првенству Енглеске 1866. постигнут је резултат од 10,5 на 100 и 55,0 на 440 јарди. Године 1880 C. G Wood је постигао за то време изванредан резултат од 21,8 сек. на 220 јарди. 
Од 1890. амерички спринтери преузимају примат у спринту и само га повремено губе. Почевши од Артура Дафија који је 1902. претрчао 100 јарди за 9,6 секунди, који је у својој књизи „Како спринтовати“ препоручио спринтерима два тренинга дневно: ујутро и увече, па преко Черлса Падока, Едија Толана, Персија Вилијамса, Ралфа Меткалф, Џесија Овенса до 1972, када су Џим Хејнс, Еди Харт и Рејнолд Робинсон трчали први пут 100 метара испод 10 сек. Примат америчких спринтера је заустављен 2005. године, када га преузимају атлетичари Јамајке од којих Јусејн Болт држи садашњи светски рекорд 9,58 сек.

## Врсте спринта
- Кратки спринт:
  - 60  и мање
  - 100 
  - 150 
  - 200
- Дуги спринт:
  - 300 
  - 400 
  - 500 
  - 600

## Ток трке
Да претрчи задато растојање што је брже могуће, спринтер, мора да постигне најбољу технику у све три фазе трке:почетна фазу (старт), средњу фазу (убрзање) и задња фаза (максимална брзина, финиш).

## Старт
Спринт почиње из ниског старта. Ниски старт се изводи из стартних блокова, командама „на места“, „позор“ и пуцњем. Стартни блокови се користе само за старт спринтерских трка и прве измене код штафета. Када се стартује из стартних блокова такмичари целу трку трче у стази у којој стартовали. Прелазак у другу стазу кажњава се дисквалификацијом.
На команду „на места“ тркачи стављају стопала на стартне блокове, обично клекнувши на одразну ногу и ослањајући се на руке испред себе, тако да су руке вертикалне на стазу, а налазе се иза беле (стартне) линије. Спринтер сам регулише размак између предњег и задњег дела стартног блока, на основу дужине своје потколенице.
На команду „позор“, тркачи подижу кукове нешто изнад висине рамена, а истовремено померају главу према стази. Пре или после тога померају напред и рамена. Са биомеханичког гледишта ово доводи до повољног односа полуга тела (труп, натколеница, потколеница и стопало) и омогућује најбрже започињање трчања.
Трка почиње на пуцањ из пиштоља. Према важећим правилима од 2010. такмичар се кажњава дисквалификацијом ако погреши код старта (пример Јусеина Болта у финалу трке на 100 метара на Светском првенству 2011. у Тегуу). Ранија правила до 2003. су дозвољавала два погрешна старта пре дисквалификације, а касније до 2010. био је дозвољен само један погрешан старт.

## Убрзање
На пуцањ стартног пиштоља такмичар експлозивно опружа „предњу“ ногу помоћу замаха „задње“ ноге према напред. Синхронизовано са овим, рука уз „предњу“ ногу изводи замах према напред, а друга рука према назад. Овако започето кретање наставља се брзим спуштањем замајне ноге на тло, готово у исто време кад нога која се опружила напушта тло. На тај начин се остварује најдужи први скок у најкраћем могућем временском размаку, а затим се повезано са овим изводе следећи скокови у истим временским размацима који су због инерције све дужи, док де негде око 15 метара, а можда и пре између петог и осмог корака, не постигне нормална дужина скока. Скокови у брзом спринту треба да буду брзи, дуги и ниски. 
Кад достигне пуну брзину, спринтер се креће око пет корака у секунди. Сваки корак, који зависи од висине спринтера, може мерити и до 2,40 м. Одступања од ове технике има од трчања у кривини, јер тада треба нагнути тело према унутрашњој страни тркалишта и то више уколико је брзина спринта већа и кривина оштрија.

## Финиш и циљ
Поред одступања од технике у кривини, објашњене у поглављу Убрзање, извесно одступање постоји у самом финишу трке, односно проласку кроз циљ, ако се изведе брз и правовремен покрет рамена према напред, чиме се може остварити бржи улазак у циљ. 
Целокупно кретање у спринту мора да буде изведено координирано („меко“), што је поред рационалних покрета и специфичне функционалне припреме организма (физиолошке и психичке), одговарајуће опреме (пре свега спринтерица), уређаја (пре свега квалитет стазе) и метеоролошких прилика су важан предуслов са остварење највеће брзине трчања.